# お菓子系アイドル
お菓子系アイドル（おかしけいアイドル）は、主にお菓子系雑誌のグラビアで活動する10代～20代のグラビアアイドルの総称。90年代は特に10代モデルを指していた。お菓子系美少女とも。
お菓子系雑誌での活動により、そのイメージにより「お菓子系アイドル」という肩書きを持つ者が多かったが、1990年代にはブルセラ人気が高まり、2000年代には一般の週刊誌や漫画雑誌、グラビア雑誌においても中高生グラビアアイドルの制服系グラビアも多く見られるようになり、明確な定義・境界があるわけではない。

## 由来
『クリーム』『ホイップ』『ワッフル』『ラッキークレープ』『ジューシープレス』など10代の美少女を得意とするグラビア雑誌はスイーツやお菓子を連想させる誌名のものが多く、それらの雑誌で活動するモデル、アイドルが一般誌のグラビアやテレビなどに登場する際、「お菓子系」、「お菓子系アイドル」などと称したのが呼称の始まりであるとされる。

## 歴史

### 成り立ち
お菓子系アイドルの成り立ちは、1986年創刊の『すッぴん』にて田辺奈江（現在の裕木奈江）、石田ゆり子、石田ひかりや、1991年創刊の『Beppin-School』にて宮内知美、金沢文子などが「制服系アイドル」として活動するなど1980年代にもその源流が見て取れる。
1992年に創刊した『クリーム』（ミリオン出版）は当初、ブルセラグラビアとともに、中高生モデルのものを含むヘアヌードを売り物にしていた。モデルは玉石混淆であり、グラビア雑誌的な側面よりブルセラ志向の成人向け雑誌としての性格が強かった。しかし1990年代中ごろから徐々にアイドル路線を主軸にする方針に転換、江沢規予（現：江沢のりよ）、浅川千裕（現：浅川稚広）、中村聖奈らを輩出した。モデルの質が上昇したことで飛躍的に売り上げを伸ばした。
角松かのりは濡れ場やヌードもこなす女優・グラビアアイドルとして、英知出版系列の『Beppin』などの雑誌やイメージビデオを中心に、のちにお菓子系と称されるジャンルの先駆けとして活動していた。

### 全盛期と児童ポルノ法
1997年に相川みさおが登場すると、クリーム系アイドルは一気にブレイクする。同年後半には類似雑誌の『ラッキークレープ』（バウハウス）『ワッフル』（ぶんか社）が相次いで創刊。その後現在の「お菓子系アイドル」という呼称が生まれ、定着に至った。
全盛期のお菓子系雑誌には金子志乃、久保亜沙香、高木美貴、升水美奈子ら数多くの人気モデルが誕生した。彼女らの中には数ヶ月という非常に短い期間しか活動しなかった者も多くいたが、それらのグラビアは2000年代に入った今なお人気が高い。しかし競合誌が増えるとモデルの確保が難しくなり、必然的にルックスレベルも低下。同じモデルが複数のお菓子系雑誌に掲載されることも増え、差別化が露出度の高さになっていった。
この流れを止めたのが、いわゆる児童ポルノ法である。1999年11月1日に施行されたこの法律は18歳未満のモデルのヌードの掲載を不可能にし、お菓子系雑誌の生態系の一端が崩れた。
また、コンビニエンスストアや一般書店ではアダルト雑誌や非18禁の制服系グラビア雑誌の販売を自粛するという過剰反応も起き、1999年11月1日の施行直後には各地の書店からお菓子系写真集が撤去される、などということも起きた。もっとも、この過剰反応は一時的なものであり、2,3年後には店舗によっては取り扱いが復活している。
これにより従来の編集方針の維持は極めて困難になり、『ラッキークレープ』、『ワッフル』（いったんはストリート系雑誌に路線変更したが人気の凋落は止められなかった）は相次いで廃刊。お菓子系雑誌の本家本元である『クリーム』もこれを受けて方針を転換し、18歳未満モデルの制服系着エログラビアに18歳以上のモデルの制服系ヌードグラビアを混ぜるという戦術で生き残りを図った。また、デビュー直前のAV女優をその経歴を隠して起用、ヌードなしのグラビアで数回掲載することで「お菓子系アイドルのAVデビュー」という宣伝にも間接的な協力を行った。ただし最初はAVデビューの予定がなく、お菓子系アイドルとして長く活動した後にヌードモデルやAV女優に転身した者も多数いる。

### その後
クリームの方針転換により、お菓子系アイドルブームは一気に終焉した。萩原舞や風野舞子ら全盛期から活動していた数人のモデルは引き続き人気を集めたが、時の流れにより彼女らがヘアヌードを披露しブルセラグラビアから遠ざかると、後続の若手モデルの不足が浮き彫りになった。
児童ポルノ法施行から数年間は継続的に人気を集めるモデルが育たず、お菓子系の暗黒時代と呼ばれた。しかし2004年ごろからは逆にU18モデルの着エロという文化が成長・成熟し、一般のグラビアアイドル業界においても、U-15や高校生着エロなどお菓子系に類似する要素を持ったアイドルの人気が高まり、お菓子系アイドルも外部との連動による盛り上がりが見えつつあった。
2000年代後半からはクリーム以外の雑誌が休刊。通常のグラビアアイドルとの境界線はさらに曖昧となり、アイドルの活動媒体の一つとしてお菓子系雑誌が存在しているものの、お菓子系独自の文化・特徴は薄まりつつある。

## 特徴
お菓子系アイドルはいわゆる芸能人に分類されるが、一般大衆の認知度が低く、特定マニア層の人気が目立つのが特徴である。かつてお菓子系雑誌に登場し、その後有名グラビアアイドルとなった者には三津谷葉子・沼尻沙弥香らがいるが、彼女らはお菓子系アイドルとしての活動実績がそれほど多くなく、知名度も低かった。学業などとの兼ね合いもあってかお菓子系雑誌で長期に活動し人気を誇ったモデルが必ずしもグラビアアイドルとして高い知名度を得るとは限らなかった。
だが、2000年代後半になると仲村みうが人気お菓子系アイドル出身でありながら正統派グラビアアイドルとしても活躍、大人気を博し上記の定説を覆し、お菓子系アイドルから人気グラビアアイドルになるという前例を作った。また、仲村と同じようにしほの涼、鮎川穂乃果、華彩なななどがお菓子系アイドルとしてデビュー、ある程度長い期間活動して高い知名度及び人気を獲得した後正統派グラビアアイドルやモデルに転身している（ただしその後も並行してお菓子系グラビアに出ることも多い）。
また、かでなれおんのようにお菓子系アイドル出身ながら積極的に女優としての活動をする例もある。
お菓子系アイドルの活動期間は概して短く、多くの場合数ヶ月から数年でメディアへの露出を絶やす。これはお菓子系というジャンルがブルセラ系グラビアをベースに成立しているためで、モデルは現役中高生であるか、それに近い容姿を保っているかでなければ活動が難しくなる。
また、お菓子系アイドルは通常のアイドルより多くの肌の露出を要求されやすい。この傾向は活動期間が長期にわたるほど顕著になり、絶頂期のお菓子系雑誌では数回以上登場したモデルのほぼ全てが下着姿を公開していた。また、このジャンル特有である下着から意図的に陰毛を透けさせる技法も、人気や年齢に関わらず多くのモデルで用いられた。このような仕組みのため、トップレベルの人気を誇ったモデルであっても十代後半にはセミヌード・ヘアヌードになる者が珍しくなかったが、しかしそのような形でヌードを公開した場合でも年齢的な限界はすぐ目の前に迫っており、その後のお菓子系雑誌における活動期間は長くはなかった。
15歳からお菓子系雑誌に出演し人気を集めた萩原舞は2000年に18歳でヘアヌードを披露したが、その際「水着の次は下着、下着の次はセミヌード、セミヌードの次はヌードと流れが出来ていてこの業界にいるには脱ぐしかなくなってしまった」「ヌードにならなければ全く仕事がなかった」とファンコミュニティに語っている（但し「以前から18になったら収入が多いヌードモデルになるつもりだった」と語ったこともある）。萩原はその後アダルトビデオへの誘いを拒み続け数年間ヌードモデルとして活動した（一旦引退したこともあるが復帰）が、結局2004年には出演を行うに至っている。
萩原舞のように、幼少時からお菓子系雑誌で活動しているモデルであってもAVデビューをする者もおり、また元お菓子系アイドルを装ったAV女優が数多く見られる。このため、一部ではお菓子系アイドルを「AV女優予備軍」として卑下する向きも古い世代にはある。
クリーム副編集長の西永彩奈は2022年のインタビューで掲載モデルの基準を、「清純でセーラー服、スク水が似合う」、「パンチラができる」等を踏まえ、「クリームに出たいと思ってくれる子」と表現した。